# Aythya collaris
El porrón acollarado (Aythya collaris) es un pequeño pato buceador de Norteamérica.

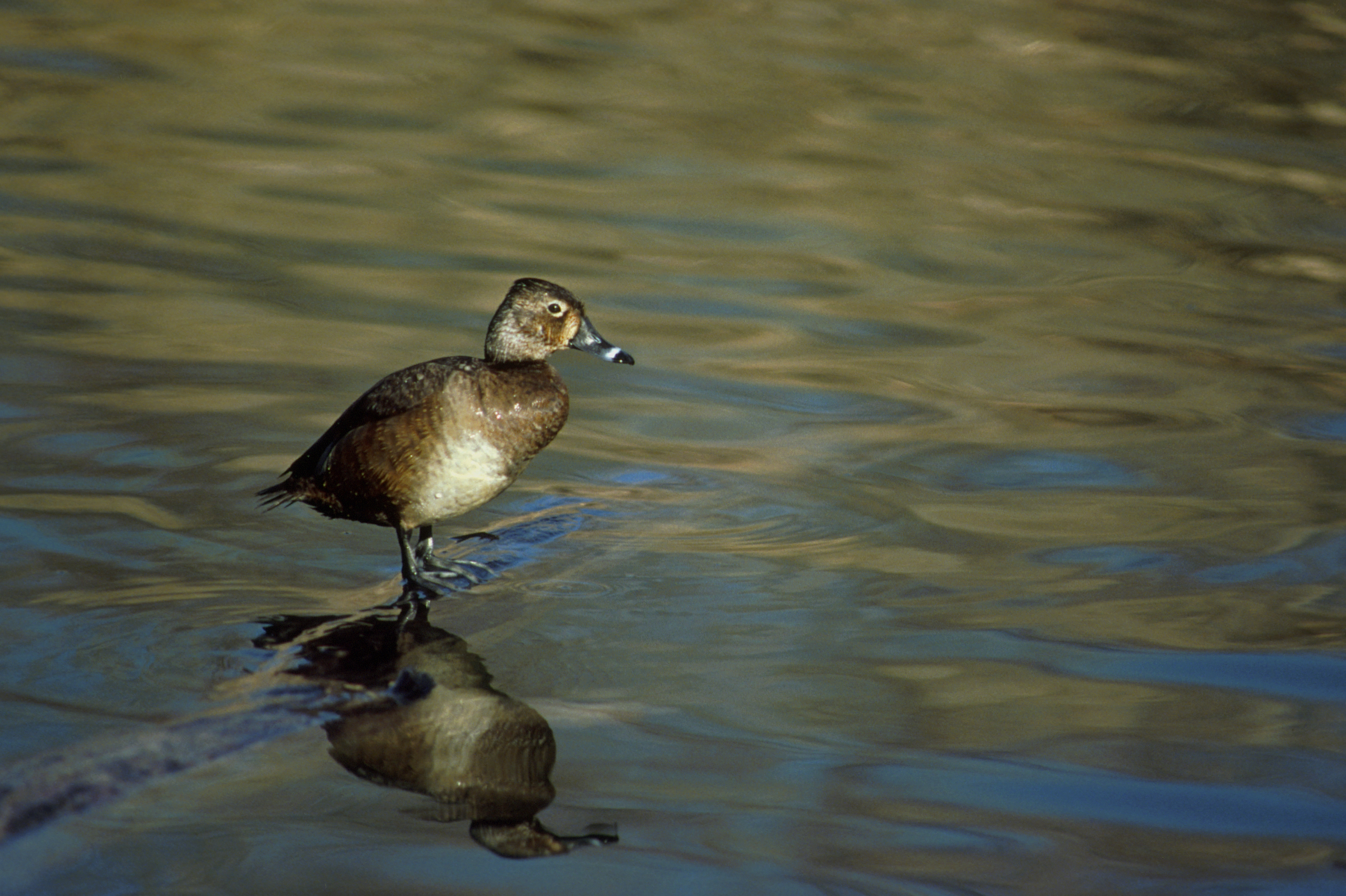
Porrón Acollarado hembra.

El macho adulto es similar en el patrón de color a su pariente el porrón moñudo de la región de Eurasia. Tiene el pico gris con una banda blanca, la cabeza es de color púrpura brillante, el pecho blanco, los ojos amarillos y plumas gris oscuras en la espalda. La hembra adulta tiene la cabeza marrón pálida y el cuerpo y la espalda de color marrón oscuro, el pico es oscuro con una banda más clara que el del macho, y sus ojos son de color marrón. El anillo del cuello canela suele ser difícil de observar, a diferencia del anillo blanco en su pico, por lo que a veces se refiere a esta ave como “pato anillo de pico” (en inglés: "ringbill").
Su hábitat son los lagos o estanques de los bosques en el norte de Estados Unidos y Canadá. Pasan el invierno en el sur de América del Norte, generalmente en lagos, estanques, ríos o bahías. Unos pocos especímenes de esta especie migratoria, viajan regularmente al oeste de Europa. Inclusive cada año, varios patos migran hasta América Central, tan al sur como Costa Rica, entre octubre - noviembre y mayo - junio.
Estas aves se alimentan principalmente por medio del buceo. Comen plantas acuáticas, así como algunos moluscos, insectos acuáticos y pequeños peces. 
El nido tiene forma de cuenco, construido con vegetación acuática, en un lugar seco, cerca de agua. La hembra pone de 8 a 10 huevos, y permanecen junto a sus crías hasta que estas son capaces de volar.